# Pantelīs Kafes
Pantelīs Kafes (in greco: Παντελής Καφές; Veria, 24 giugno 1978) è un ex calciatore greco, di ruolo centrocampista, campione d'Europa con la nazionale greca nel 2004.

## Carriera

### A.E. Pontion
Centrocampista eclettico in grado di adattarsi a più ruoli, con una discreta vena realizzativa, inizia nell'A.E. Pontion, dove ha militato per due stagioni, totalizzando 43 presenze e segnando 9 reti, questo lo mette in luce alle grandi squadre.

### PAOK Salonicco
Nel 1996 passa al PAOK, dove totalizza 146 e 29 reti, vincendo la Coppa di Grecia nel 2000-2001 e nel 2002-2003; qui gioca con l'ex calciatore del Perugia Zīsīs Vryzas.

### Olympiakos Pireo
Nel 2003, insieme a Giōrgos Geōrgiadīs, passa all'Olympiakos, ritrovando campioni come Christian Karembeu, il brasiliano Giovanni e Stylianos Venetidīs, compagno al PAOK; qui ritrova anche l'ex cagliaritano Fanīs Katergiannakīs. Dopo i vittoriosi europei in Portogallo 2004, ritrova anche il brasiliano Rivaldo e il portiere della nazionale greca Antōnīs Nikopolidīs e insieme vincono il campionato greco nel 2004-2005, 2005-2006 e 2006-2007. Kafes all'Olympiakos vince nuovamente la Coppa di Grecia nelle stagioni 2004-2005 e 2005-2006. Il 28 settembre 2005 segna anche il goal del momentaneo pareggio al Bernabéu contro il Real Madrid in Champions League 2005-2006. Il 19 ottobre 2005, Kafes segna anche contro l'Olympique Lyonnais in UEFA Champions League, pareggiando il goal di Juninho Pernambucano.

### AEK Atene
A gennaio 2007 passa all'AEK Atene. Una sua caratteristica sul campo è il suo numero di maglia, l'1, solitamente utilizzato dai portieri. Qui ritrova l'ex romanista Traïanos Dellas e il brasiliano Rivaldo, già compagno all'Olympiakos. Insieme vince per la 5ª volta la Coppa di Grecia nelle stagioni 2010-2011. Nell'estate 2012 il suo contratto scade con l'AEK Atene che a causa di problemi finanziari non pio' riscattarlo. Ci sono forti interessamenti per il giocatore da parte dei Glasgow Rangers ma alla fine non viene trovato l'accordo economico e l'operazione salta.

### Veria F.C.
Nell'estate 2012 firma un contratto di 1 anno con il Veria FC, squadra in prima divisione greca. Pantelis Kafes segna il suo primo goal per la sua nuova squadra il 6 ottobre 2012 contro l'Atromitos. Il 22 dicembre contribuisce alla qualificazione del Veria FC agli ottavi di finale della Coppa di Grecia ai danni del Thrasyvoulos, squadra della Football League, e il 30 gennaio raggiunge i quarti di finale ai danni dello Skoda Xanthi.

### Nazionale
Pantelis Kafes debutta in nazionale Greca nell'Aprile 2001, contro la Croazia, segnando il suo primo goal contro l'Austria a Vienna nel marzo 2003 per poi ripetersi in occasione della vittoria della Grecia contro la Svezia in agosto 2003. Pantelis Kafes viene chiamato da Otto Rehhagel per la qualificatione della nazionale greca all'Europeo 2004 e, dove dà il suo contributo e qualche mese dopo vince proprio i Campionati europei di calcio 2004. In seguito al cambio di allenatore Fernando Santos, lo riconvoca in nazionale per l'amichevole contro la Serbia, dopo un'assenza di due anni e mezzo. Pantelis Kafes entra negli ultimi minuti, 8 ottobre 2010 contro la Lettonia subentrando al capitano Georgios Karagounis, contribuendo alla prima vittoria della nazionale Greca sotto la gestione del tecnico Fernando Santos. Non fa parte, nel 2012, del gruppo che partecipa all'Europeo polacco-ucraino.

### Curiosità
Il numero di maglia indossato da Kafes, sia all'Olympiakos sia all'Aek Atene, è stato l'1, cosa particolarmente inusuale per un giocatore di movimento. Quel numero, infatti, solitamente viene affidato nelle squadre di calcio al portiere titolare.

## Palmarès

### Club

#### Competizioni nazionali
- Coppa di Grecia: 5

PAOK Salonicco: 2000-2001, 2002-2003
Olympiakos: 2005-2006, 2006-2007
AEK Atene: 2010-2011
- Campionato greco: 3

Olympiakos: 2004-2005, 2005-2006, 2006/2007

### Nazionale
- Campionato d'Europa: 1

Portogallo 2004